# Kabinett Bolsonaro
Das Kabinett Bolsonaro wurde vom 1. Januar 2019 bis zum 31. Dezember 2022 von den Regierungsmitgliedern des brasilianischen Präsidenten Jair Bolsonaro gebildet. Es löste das Kabinett Temer ab. Im Januar 2023 wurde es vom dritten Kabinett Lula da Silva abgelöst. 
In der Regierung waren seit 2019 zwei Ministerinnen, drei Generäle und ein Admiral vertreten. In der Abgeordnetenkammer stützte sich die Regierung anfangs auf eine Koalition von insgesamt 14 Parteien, die ein breites politisches Spektrum aus sozialdemokratischen (SD), liberalen (PODE, NOVO), liberal-konservativen (MDB, PTB, DEM, PSD), konservativen (PL, PP), rechtsreligiösen (PRB, PSC, PATRI) und nationalistischen (PSL, PRTB) Programmen abdecken. Solch große Koalitionen sind in Brasilien nicht ungewöhnlich. Im Laufe seiner Präsidentschaft überwarf sich Bolsonaro mit einigen seiner früheren Unterstützer, im März 2021 stützte er sich auf einen Block mehrerer Mitte-Rechts-Parteien und sein Auftreten wird als weniger konfrontativ beschrieben. Im Bundessenat wurden bei Amtsbeginn 10 Parteien mit 58 von 81 Senatoren den Regierungsunterstützern zugerechnet.
Präsident Bolsonaro verharmloste und leugnete die Covid-19-Pandemie in Brasilien mehrfach; um den 1. Juni 2020 waren 500.000 Menschen plus eine hohe Dunkelziffer infiziert und zehntausende gestorben. Drei Wochen später hatte sich die Zahl der Infizierten verdoppelt. Die Regierung Bolsonaro stand unter zunehmendem Druck der brasilianischen Justiz. Für Diskussion sorgte die Videoaufzeichnung der Kabinettssitzung vom 22. April 2020, die nach Beschluss des Obersten Gerichtshofes veröffentlicht wurde.
Acht der 23 Kabinettsminister Bolsonaros wurden bis August 2020 positiv auf das Coronavirus getestet.
Am 1. April tauschte Bolsonaro sechs Minister aus und besetzte die Spitzen des Militärs in Brasilien neu. General Paulo Sérgio Nogueira de Oliveira wurde zum Armeechef ernannt.
Nachdem die Justiz Ermittlungen gegen Umweltminister Ricardo de Aquino Salles aufgenommen hatte wegen des Verdachts, in illegalen Holzhandel verwickelt zu sein, trat er am 23. Juni 2021 zurück. Zu seinem Nachfolger wurde Joaquim Álvaro Pereira Leite ernannt.
Zum 31. März 2022 wurden insgesamt neun Kabinettsmitglieder ausgetauscht.

## Präsident und Vizepräsident
| Amt                                                                        | Amtsinhaber | Amtsinhaber                     | Amtszeit            | Partei | Partei                                                                 |
| -------------------------------------------------------------------------- | ----------- | ------------------------------- | ------------------- | ------ | ---------------------------------------------------------------------- |
| Präsident der Föderativen Republik Brasilien Presidente do Brasil          |             | Jair Messias Bolsonaro          | seit 1. Januar 2019 |        | PSL (bis 2019) ALIANÇA (von 2019 bis 2021) PL (seit 22. November 2022) |
| Vizepräsident der Föderativen Republik Brasilien Vice-presidente do Brasil |             | Antônio Hamilton Martins Mourão | seit 1. Januar 2019 |        | PRTB                                                                   |

## Mitglieder des Kabinetts
| Amt | Amtsinhaber | Amtsinhaber                                                    | Amtszeit                                                                   | Partei    | Partei    |
| --- | ----------- | -------------------------------------------------------------- | -------------------------------------------------------------------------- | --------- | --------- |
| Kabinettschef Ministro-Chefe da Casa Civil do Brasil |             | Onyx Dornelles Lorenzoni                                       | 1. Januar 2019 – 14. Februar 2020                                          |           | DEM       |
| Kabinettschef Ministro-Chefe da Casa Civil do Brasil |             | Walter Souza Braga Netto Armeegeneral                          | 18. Februar 2020 – 29. März 2021                                           |           | parteilos |
| Kabinettschef Ministro-Chefe da Casa Civil do Brasil |             | Luiz Eduardo Ramos Armeegeneral                                | 30. März 2021 – 26. Juli 2021                                              | parteilos |           |
| Kabinettschef Ministro-Chefe da Casa Civil do Brasil |             | Ciro Nogueira Lima Filho                                       | seit 26. Juli 2021                                                         |           | PP        |
| Wirtschaftsminister Ministério da Economia |             | Paulo Roberto Nunes Guedes                                     | seit 1. Januar 2019                                                        |           | parteilos |
| Wissenschaftsminister (Ministerium für Wissenschaft, Technologie, Innovation und Kommunikation) Ministério da Ciência, Tecnologia, Inovações e Comunicações |             | Marcos Cesar Pontes                                            | 1. Januar 2019 bis 30. März 2022                                           |           | PSL       |
| Wissenschaftsminister (Ministerium für Wissenschaft, Technologie, Innovation und Kommunikation) Ministério da Ciência, Tecnologia, Inovações e Comunicações |             | Paulo Alvim                                                    | seit 31. März 2022                                                         |           | parteilos |
| Justizminister Ministério da Justiça e Segurança Pública |             | Sérgio Fernando Moro                                           | 1. Januar 2019 – 24. April 2020                                            |           | parteilos |
| Justizminister Ministério da Justiça e Segurança Pública |             | André Luiz de Almeida Mendonça                                 | 28. April 2020 – 29. März 2021                                             |           | parteilos |
| Justizminister Ministério da Justiça e Segurança Pública |             | Anderson Torres                                                | seit 29. März 2021                                                         | parteilos |           |
| Landwirtschaftsministerin Ministério da Agricultura, Pecuária e Abastecimento                                                                               |             | Tereza Cristina Corrêa da Costa Dias                           | 1. Januar 2019 bis 30. März 2022                                           |           | DEM       |
| Landwirtschaftsministerin Ministério da Agricultura, Pecuária e Abastecimento                                                                               |             | Marcos Montes Cordeiro                                         | seit 31. März 2022                                                         |           | PSD       |
| Leiter des Kabinett für Institutionale Sicherheit Gabinete de Segurança Institucional da Presidência da República                                           |             | Augusto Heleno Ribeiro Pereira Armeegeneral                    | seit 1. Januar 2019                                                        |           | PATRI     |
| Verteidigungsminister Ministério da Defesa |             | Fernando Azevedo e Silva Heeresgeneral                         | 1. Januar 2019 – 29. März 2021                                             |           | parteilos |
| Verteidigungsminister Ministério da Defesa |             | Walter Souza Braga Netto Heeresgeneral                         | 30. März 2021 bis 30. März 2022                                            |           | parteilos |
| Verteidigungsminister Ministério da Defesa |             | Paulo Sérgio Nogueira de Oliveira Heeresgeneral                | seit 31. März 2022                                                         |           | parteilos |
| Außenminister Ministério das Relações Exteriores |             | Ernesto Henrique Fraga Araújo                                  | 1. Januar 2019 – 29. März 2021                                             |           | parteilos |
| Außenminister Ministério das Relações Exteriores |             | Carlos Alberto França                                          | seit 30. März 2021                                                         |           | parteilos |
| Präsident der Zentralbank Brasiliens Banco Central do Brasil                                                                                                |             | Ilan Goldfajn                                                  | 9. Juni 2016 – 28. Februar 2019                                            |           | parteilos |
| Präsident der Zentralbank Brasiliens Banco Central do Brasil                                                                                                |             | Roberto de Oliveira Campos Neto                                | seit 28. Februar 2019                                                      |           | parteilos |
| Transparenz-, Steueraufsicht- und Kontrollminister (Transparenzminister) Ministério da Transparência, Fiscalização e Controladoria-Geral da União           |             | Wagner de Campos Rosário                                       | seit 1. Januar 2019                                                        |           | parteilos |
| Gesundheitsminister Ministério da Saúde |             | Luiz Henrique Mandetta                                         | 1. Januar 2019 – 16. April 2020                                            |           | DEM       |
| Gesundheitsminister Ministério da Saúde |             | Nelson Luiz Sperle Teich                                       | 16. April 2020 – 15. Mai 2020                                              |           | parteilos |
| Gesundheitsminister Ministério da Saúde |             | Eduardo Pazuello                                               | 16. September 2020 – 16. März 2021 (ab Juni 2020 bereits geschäftsführend) |           | parteilos |
| Gesundheitsminister Ministério da Saúde |             | Marcelo Queiroga                                               | seit 16. März 2021                                                         |           | parteilos |
| Bundesstaatsanwalt Advocacia-Geral da União |             | André Luiz de Almeida Mendonça                                 | 1. Januar 2019 – 27. April 2020                                            |           | parteilos |
| Bundesstaatsanwalt Advocacia-Geral da União |             | José Levi Mello do Amaral Júnior                               | 28. April 2020 – 29. März 2021                                             |           | parteilos |
| Bundesstaatsanwalt Advocacia-Geral da União |             | André Luiz de Almeida Mendonça                                 | 29. März 2021 – 6. August 2021                                             | parteilos |           |
| Bundesstaatsanwalt Advocacia-Geral da União |             | Bruno Bianco                                                   | seit 6. August 2021                                                        | parteilos |           |
| Generalsekretariat der Präsidentschaft der Republik Secretaria-Geral da Presidência da República                                                            |             | Gustavo Bebianno Rocha                                         | 1. Januar 2019 – 18. Februar 2019                                          |           | PSL       |
| Generalsekretariat der Präsidentschaft der Republik Secretaria-Geral da Presidência da República                                                            |             | Floriano Peixoto Vieira Neto Lieutenant General (Ret.)         | 18. Februar 2019 – 20. Juni 2019                                           |           | parteilos |
| Generalsekretariat der Präsidentschaft der Republik Secretaria-Geral da Presidência da República                                                            |             | Jorge Antônio de Oliveira Francisco                            | 21. Juni 2019 – 31. Dezember 2020                                          |           | parteilos |
| Generalsekretariat der Präsidentschaft der Republik Secretaria-Geral da Presidência da República                                                            |             | Pedro César Nunes Ferreira Marques de Souza                    | 31. Dezember 2020 – 12. Februar 2021 kommissarisch                         |           |           |
| Generalsekretariat der Präsidentschaft der Republik Secretaria-Geral da Presidência da República                                                            |             | Onyx Dornelles Lorenzoni                                       | 12. Februar 2021 – 26. Juli 2021                                           |           | DEM       |
| Generalsekretariat der Präsidentschaft der Republik Secretaria-Geral da Presidência da República                                                            |             | Luiz Eduardo Ramos Armeegeneral                                | seit 26. Juli 2021                                                         |           | parteilos |
| Bildungsminister Ministério da Educação |             | Ricardo Vélez Rodríguez                                        | 1. Januar 2019 – 8. April 2019                                             |           | parteilos |
| Bildungsminister Ministério da Educação |             | Abraham Bragança de Vasconcellos Weintraub                     | 8. April 2019 – 19. Juni 2020                                              |           | parteilos |
| Bildungsminister Ministério da Educação |             | Antonio Paulo Vogel interimistisch                             | 20. Juni 2020 – 16. Juli 2020                                              |           | parteilos |
| Bildungsminister Ministério da Educação |             | Milton Ribeiro                                                 | 16. Juli 2020 bis 28. März 2022                                            | parteilos |           |
| Bildungsminister Ministério da Educação |             | Victor Godoy Veiga                                             | seit 29. März 2022                                                         |           | parteilos |
| Regierungssekretariat Secretaria de Governo do Brasil |             | Carlos Alberto dos Santos Cruz Heeresgeneral                   | 1. Januar 2019 – 13. Juni 2019                                             |           | parteilos |
| Regierungssekretariat Secretaria de Governo do Brasil |             | Luiz Eduardo Ramos Baptista Pereira Heeresgeneral              | 13. Juni 2019 – 29. März 2021                                              |           | parteilos |
| Regierungssekretariat Secretaria de Governo do Brasil |             | Flávia Arruda                                                  | seit 29. März 2021 bis 31. März 2022                                       |           | PL        |
| Regierungssekretariat Secretaria de Governo do Brasil |             | Célio Faria Júnior                                             | seit 31. März 2022                                                         |           | parteilos |
| Infrastrukturminister Ministério da Infraestrutura |             | Tarcísio Gomes de Freitas                                      | 1. Januar 2019 bis 31. März 2022                                           |           | parteilos |
| Infrastrukturminister Ministério da Infraestrutura |             | Marcelo Sampaio                                                | seit 31. März 2022                                                         |           | parteilos |
| Regionalentwicklungsminister Ministério do Desenvolvimento Regional                                                                                         |             | Gustavo Henrique Rigodanzo Canuto                              | 1. Januar 2019 – 6. Februar 2020                                           |           | parteilos |
| Regionalentwicklungsminister Ministério do Desenvolvimento Regional                                                                                         |             | Rogério Simonetti Marinho                                      | 11. Februar 2020 bis 31. März 2022                                         |           | PSDB      |
| Regionalentwicklungsminister Ministério do Desenvolvimento Regional                                                                                         |             | Daniel de Oliveira Duarte Ferreira                             | seit 31. März 2022                                                         |           | parteilos |
| Bürgerschaftsminister Ministério da Cidadania |             | Osmar Gasparini Terra                                          | 1. Januar 2019 – 14. Februar 2020                                          |           | MDB       |
| Bürgerschaftsminister Ministério da Cidadania |             | Onyx Dornelles Lorenzoni                                       | 18. Februar 2020 – 12. Februar 2021                                        |           | DEM       |
| Bürgerschaftsminister Ministério da Cidadania |             | João Roma                                                      | 12. Februar 2021 – 30. März 2022                                           |           | REP       |
| Bürgerschaftsminister Ministério da Cidadania |             | Ronaldo Vieira Bento                                           | seit 30. März 2022                                                         |           |           |
| Tourismusminister Ministério do Turismo |             | Marcelo Álvaro Antônio                                         | 1. Januar 2019 – 9. Dezember 2020                                          |           | PSL       |
| Tourismusminister Ministério do Turismo |             | Gilson Machado Neto                                            | 9. Dezember 2020 bis 31. März 2022                                         |           | PSC       |
| Tourismusminister Ministério do Turismo |             | Carlos Alberto Gomes de Brito                                  | seit 31. März 2022                                                         |           | parteilos |
| Bergbau- und Energieminister Ministério de Minas e Energia                                                                                                  |             | Bento Costa Lima Leite de Albuquerque Júnior Geschwaderadmiral | 1. Januar 2019 bis 11. Mai 2022                                            |           | parteilos |
| Bergbau- und Energieminister Ministério de Minas e Energia                                                                                                  |             | Adolfo Sachsida                                                | Seit 11. Mai 2022                                                          |           | Parteilos |
| Frauen-, Familien- und Menschenrechtsministerin Ministério da Mulher, Família e dos Direitos Humanos                                                        |             | Damares Regina Alves                                           | 1. Januar 2019 bis 30. März 2022                                           |           | PP        |
| Frauen-, Familien- und Menschenrechtsministerin Ministério da Mulher, Família e dos Direitos Humanos                                                        |             | Cristiane Britto                                               | seit 30. März 2022                                                         |           | parteilos |
| Umweltminister Ministério do Meio Ambiente |             | Ricardo de Aquino Salles                                       | 1. Januar 2019 bis 23. Juni 2021                                           |           | NOVO      |
| Umweltminister Ministério do Meio Ambiente |             | Joaquim Álvaro Pereira Leite                                   | seit 23. Juni 2021                                                         |           | parteilos |
| Kommunikationsminister Ministério das Comunicações |             | Fábio Faria                                                    | seit 10. Juni 2020                                                         |           | PSD       |
| Arbeits- und Beschäftigungsminister Ministro do Trabalho e Previdência                                                                                      |             | Onyx Dornelles Lorenzoni                                       | 26. Juli 2021 bis 30. März 2022                                            |           | DEM       |
| Arbeits- und Beschäftigungsminister Ministro do Trabalho e Previdência                                                                                      |             | José Carlos Oliveira                                           | seit 31. März 2022                                                         |           | parteilos |
| Sekretär für strategische Angelegenheiten Secretário de Estudos Estratégicos                                                                                |             | Eduardo Pazuello                                               | seit 1. Juni 2021                                                          |           | parteilos |